# Leyendas de pasión
Leyendas de pasión (cuyo título original en inglés, Legends of the Fall, significa literalmente «Leyendas del otoño») es una película de 1994 basada en la novela que escribió Jim Harrison en 1979. Dirigida por Edward Zwick, y protagonizada por Brad Pitt, Anthony Hopkins, Aidan Quinn, Julia Ormond, Henry Thomas y Karina Lombard, ganó el premio Óscar a la mejor fotografía, y funcionó muy bien en taquilla, recaudando 160 638 888 dólares en todo el mundo con un presupuesto de solo 30 millones.
La película narra el periodo que comprende entre la Primera Guerra Mundial y la década de los años 30 en la familia Ludlow de Montana (Estados Unidos), formada por el veterano coronel Ludlow (Hopkins); sus tres hijos, Alfred (Quinn), Tristan (Pitt) y Samuel (Thomas), y el amor de los hermanos por Susannah (Ormond).

## Sinopsis
El coronel Ludlow fue un valiente soldado comprometido con la causa de los indios en la guerra civil de Estados Unidos, ahora vive en un rancho en medio de las montañas. Tras la derrota del sur, abandonó el ejército y se retiró a un rancho de Montana. 
Allí crecieron sus tres hijos: Alfred, de carácter obediente y responsable; Tristan, rebelde y amante de la aventura; y Samuel, el menor, el más idealista, con la cría de ganado para vender carne a la ciudad. 
Los hermanos son inseparables hasta que estalla la Primera Guerra Mundial, un hecho que cambia radicalmente sus vidas, llega un enviado del ejército a buscar voluntarios cuando Estados Unidos ingresa en la guerra para respaldar a Inglaterra y Francia, en su lucha contra Alemania, el coronel se opone a que su hijo Samuel se pueda ofrecer como voluntario y le pide irse a Canadá, pero él se registra como voluntario para ir a la guerra y muere en el frente de batalla en las guerra de las trincheras, su hermano Tristán lo acompaña y regresa con vida, trae su corazón en una lata para poder ser enterrado en el rancho de su padre.
La última vez que se habían reunido en el rancho de su padre fue cuando Samuel presentó a su novia Susannah a la sorprendida familia. La atractiva chica simpatizó enseguida con los hermanos y el padre de su novio, a tal punto que Alfred y Tristan se enamoran de ella. Después de ese hecho, en que acontece la Primera Guerra Mundial y fallece Samuel, Susannah decide quedarse en el rancho. Alfred le confiesa sus sentimientos y le propone matrimonio pero ella lo rechaza. Tristan regresa al lugar al poco tiempo y, sin poder contenerse, él y Susannah se entregan a la pasión y comienzan un relación. Por respeto a la memoria de su hermano Samuel, Alfred viaja a Chicago (convirtiéndose en un importante empresario que luego ingresa a la política). 
Temiéndose lo peor, Tristan también decide alejarse de Susannah, emprendiendo un largo camino por el mundo, en busca de nuevas emociones que le hagan olvidar su prohibida pasión y la pérdida de su querido hermano menor Samuel. Desolada, Susannah espera su regreso, pero con el pasar del tiempo decide aceptar la propuesta de Alfred.
Tristan regresa al rancho después de algunos años con algo de dinero ahorrado en sus viajes de aventura, cacería y comercio en lugares tan lejanos como Australia, caballos para vender y rescata el rancho que estaba abandonado por una parálisis de su padre, ingresando al negocio del contrabando de licor desde Canadá hasta Chicago, y casándose y formando una familia, pero es perseguido por los socios de Alfred, que ahora es un importante político de Chicago, muy cercano a grupos de la corrupción política y su esposa muere por una bala perdida.
Susannah, sin poder olvidar el profundo amor hacia Tristan y triste por no haber podido formar una familia con él, decide acabar con su vida. Por otro lado, Tristan defiende el rancho de los hombres enviados a matarlo (por parte de aquellos que deseaban acaparar el mercado de la venta ilegal de alcohol) saliendo victorioso. Al final de la película, se muestra a un Tristan cansado por los años que muere por el ataque de un oso mientras acampaba, realzando la idea de que siempre había sido un espíritu libre y que solo la naturaleza podría reclamar su vida.

## Reparto
- Brad Pitt como Tristan Ludlow
- Anthony Hopkins como el Coronel William Ludlow
- Aidan Quinn como Alfred Ludlow
- Julia Ormond como Susannah Fincannon Ludlow
- Henry Thomas como Samuel Ludlow
- Karina Lombard como Isabel Two Decker Ludlow
- Christina Pickles como Isabel Ludlow
- Gordon Tootoosis como One Stab
- Paul Desmond como Tom Cullen / Roscoe Decker
- Tantoo Cardinal como Pet Decker
- Robert Wisden como John T. O'Banion
- John Novak como James O'Banion
- Kenneth Welsh como Sheriff Tynert
- con la colaboración de Bart the Bear y su entrenador Doug Seus